# 15347 Colinstuart
15347 Colinstuart è un asteroide della fascia principale. Scoperto nel 1994, presenta un'orbita caratterizzata da un semiasse maggiore pari a 2,3343582 UA e da un'eccentricità di 0,2243455, inclinata di 6,05149° rispetto all'eclittica.